# 區位商數
區位商數（英語：location quotient，LQ，或译作區位商、区位熵，也称作专门化率）是一個區域經濟學與經濟地理學常用的指標，用來衡量一個區域的特定產業重要程度。

## 計算方法
马蒂拉（J. M. Mattila）和汤普森（W. R. Thompson）首先提出了区位商的计算方法，其公式如下：
{\displaystyle LQ={\frac {e_{i}/e}{E_{i}/E}}}
其中：
{\displaystyle e_{i}=}區域內 i 產業就業人數
{\displaystyle e=}區域內總就業人數
{\displaystyle E_{i}=}參考地區 i 產業就業人數
{\displaystyle E=}參考地區總就業人數
式中的就業人數（E、e）也可用產值（Q、q）來代替，此時公式改寫如下：
{\displaystyle LQ={\frac {q_{i}/q}{Q_{i}/Q}}}
若以全國作為比較的參考地區，則
LQ > 1：意即某區域某產業的就業人數大於全國平均水準，顯示該產業為該區域的重要產業；
LQ < 1：意即某區域某產業的就業人數小於全國平均水準，顯示該產業不是該區域的重要產業。